# Хохлы (деревня, Курганская область)
Хохлы — деревня в Шумихинском районе Курганской области России. Входит в состав Кушмянского сельсовета. Малая родина дважды Герой Советского Союза К. А. Евстигнеева 

## География
Находится у озера Чёрное вблизи автодороги 37Н-2208. Улиц две: Дорожная и Центральная.

## История
До 1917 года входила в состав Птиченской волости Челябинского уезда Оренбургской губернии. По данным на 1926 год состояла из 455 хозяйств. В административном отношении являлась центром Хохловского сельсовета Шумихинского района Челябинского округа Уральской области.

## Население
| 1989 | 2002 | 2010 |
| ---- | ---- | ---- |
| 209  | ↘182 | ↘114 |

По данным переписи 1926 года в деревне проживало 2288 человек (1060 мужчин и 1228 женщин), в том числе: русские составляли 99 % населения.

## Известные уроженцы, жители
- Александр Михайлович Васильев — конструктор минных противолодочных комплексов, лауреат Государственной премии СССР (1978).
- Кирилл Алексеевич Евстигнеев — лётчик-истребитель, ас, участник Великой Отечественной войны. Дважды Герой Советского Союза (1944, 1945). Генерал-майор авиации (1966).

## Инфраструктура
Улицы: Центральная, Дорожная. Переулки: Весёлый.
Начальная школа закрыта в 2007 году.

## Транспорт
Возле деревни проходит автодорога общего пользования межмуниципального значения «Шумиха — Петухи» (идентификационный номер 37 ОП М3 37Н-2208). Железнодорожная станция «2240 км» находится в 3,7 километрах от деревни. На станции останавливаются электрички Шумиха — Курган, Челябинск — Курган.